# Luis Meléndez

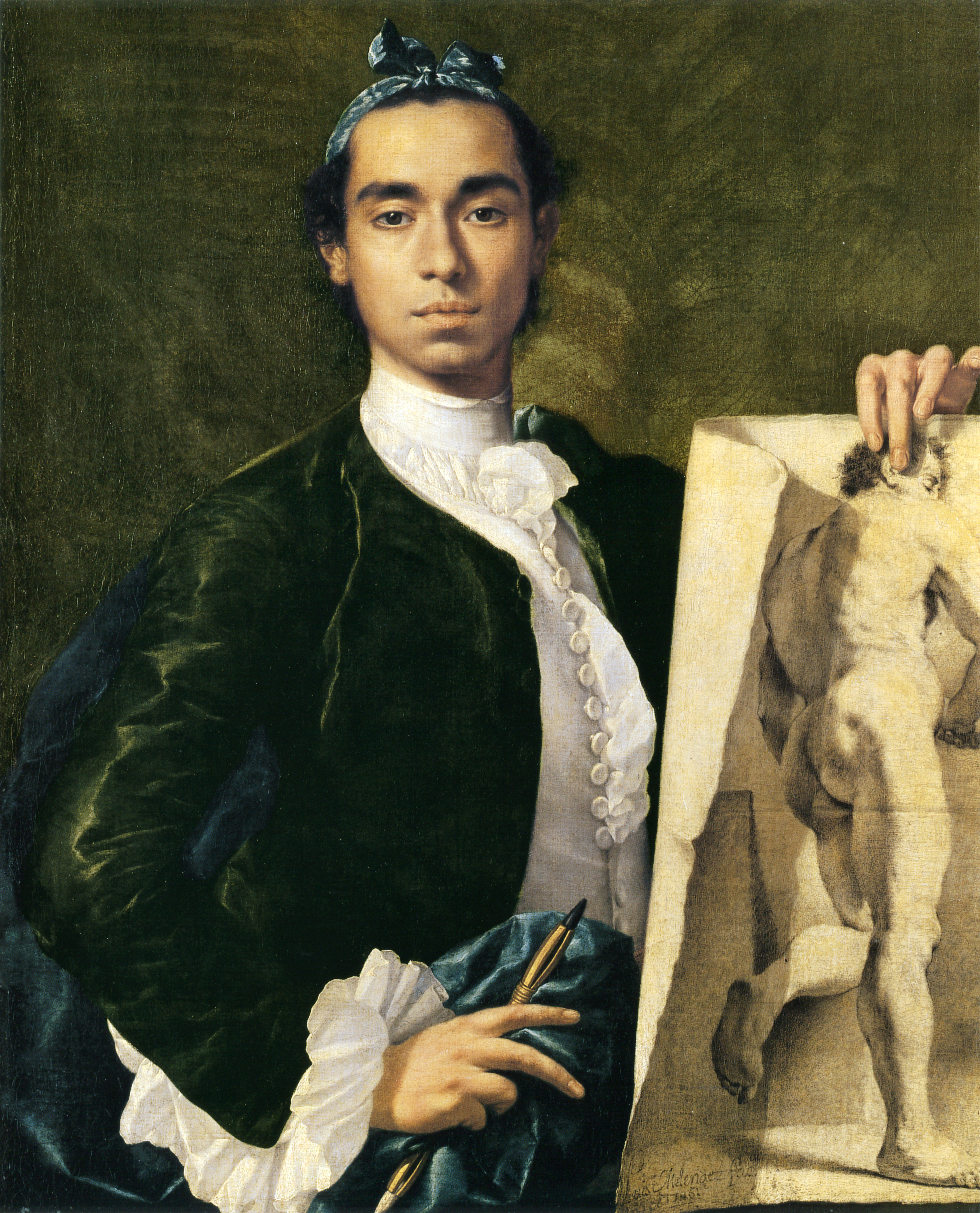
Luis Meléndez (Autoritratto) (1746), musée du Louvre.

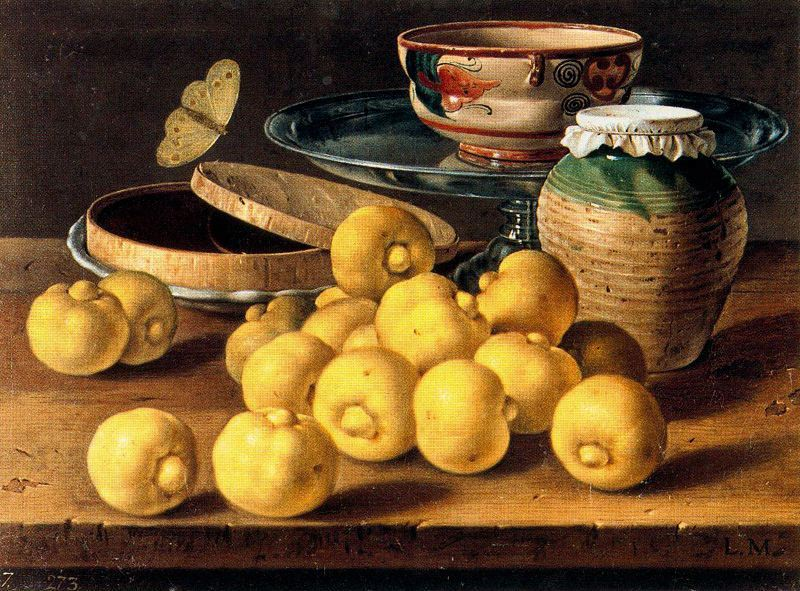
Natura morta con limoni, Prado

Luis Egidio/Eugenio Meléndez (Napoli, 1716 – Madrid, 1780) è stato un pittore spagnolo.

## Biografia
Originario di Napoli, nel 1716 la sua famiglia si trasferì a Madrid. Fu allievo inizialmente del padre, un attivo miniaturista, e in seguito si iscrisse all'Accademia Reale di Madrid. Nel 1748 visitò Roma e Napoli.
Dal 1760 al 1772 cercò di ottenere invano l'incarico di pittore di corte.
Se si escludono un certo numero di miniature, un importante Autoritratto con nudo accademico e poche altre opere, dipinse solo nature morte, fondendo elementi tradizionali con notazioni derivate dai grandi pittori spagnoli prima di Goya.